# Diego Junqueira
Diego Junqueira (* 28. Dezember 1980 in Tandil) ist ein ehemaliger argentinischer Tennisspieler.

## Leben und Karriere
Schon früh besuchte Diego Junqueira die Tennisschule von Guillermo Pérez Roldáns Vater Raul in Tandil, die auch international einen sehr guten Ruf genießt. Mit Juan Mónaco, Máximo González, Mariano Zabaleta und Juan Martín del Potro stammen vier argentinische Topspieler aus dieser Mittelstadt.
2001 startete seine Profikarriere mit einigen Future-Turnieren in Südamerika. Sein erster Turniersieg bei einem Challenger feierte er im Doppel mit Martín Vassallo Argüello in Kiew. Seinen ersten Einzeltitel bei einem Challenger gewann er im Januar 2006 in Florianópolis, Brasilien.
Der erste größere Erfolg gelang ihm bei den Stuttgart Open, als er erst im Achtelfinale von Tomáš Berdych geschlagen wurde und zuvor die Top-100-Spieler Christophe Rochus und Filippo Volandri aus dem Turnier warf. 2008 qualifizierte er sich erstmals für die French Open und überstand gleich die erste Runde. In diesem Jahr konnte er zudem drei Challenger-Turniere in Sanremo, Rimini und Como für sich entscheiden.
2009 schaffte er es ebenfalls, die zweite Runde der French Open zu erreichen. Außerdem erreichte er bei den Australian Open und in Wimbledon die Hauptrunde, schied aber jeweils in der ersten Runde aus. Er holte 2010 den Challenger-Titel in Buenos Aires. Beim Challenger von Sanremo konnte er mit seinem Doppelpartner Argüello den Titel gewinnen.
Im Jahr 2011 qualifizierte er sich zum ersten und einzigen Mal für das Einzel-Hauptfeld der US Open, wo er in der zweiten Runde gegen Juan Martín del Potro ausschied. In Zagreb gewann er das Challenger-Turnier und seinen letzten Einzeltitel im Profitennis. Im Folgejahr konnte er gemeinsam mit Facundo Bagnis die Doppelkonkurrenz bei Challenger in Villa Allende gewinnen.
Nach 2013 bestritt er kein weiteres Spiel auf professioneller Ebene.

## Erfolge
| Legende (Anzahl der Siege)  |
| Grand Slam                  |
| ATP World Tour Finals       |
| ATP World Tour Masters 1000 |
| ATP World Tour 500          |
| ATP World Tour 250          |
| ATP Challenger Tour (9)     |

### Einzel

#### Turniersiege
| Nr. | Datum             | Turnier       | Belag | Finalgegner          | Ergebnis       |
| --- | ----------------- | ------------- | ----- | -------------------- | -------------- |
| 1.  | 5. Februar 2006   | Florianópolis | Sand  | Gorka Fraile         | 3:6, 6:1, 7:63 |
| 2.  | 18. Mai 2008      | Sanremo       | Sand  | Máximo González      | 6:2, 6:4       |
| 3.  | 20. Juli 2008     | Rimini        | Sand  | Walter Trusendi      | 6:4, 6:3       |
| 4.  | 31. August 2008   | Como          | Sand  | Daniel Köllerer      | 2:0 aufgg.     |
| 5.  | 28. November 2010 | Buenos Aires  | Sand  | Juan Pablo Brzezicki | 6:2, 6:1       |
| 6.  | 15. Mai 2011      | Zagreb        | Sand  | João Souza           | 6:3, 6:4       |

### Doppel

#### Turniersiege
| Nr. | Datum             | Turnier       | Belag | Partner                  | Finalgegner                     | Ergebnis         |
| --- | ----------------- | ------------- | ----- | ------------------------ | ------------------------------- | ---------------- |
| 1.  | 4. September 2005 | Kiew          | Sand  | Martín Vassallo Argüello | Lukáš Dlouhý Jan Mertl          | 6:4, 6:4         |
| 2.  | 10. Mai 2010      | Sanremo       | Sand  | Martín Vassallo Argüello | Carlos Berlocq Sebastián Decoud | 2:6, 6:4, [10:8] |
| 3.  | 21. Oktober 2012  | Villa Allende | Sand  | Facundo Bagnis           | Ariel Behar Guillermo Durán     | 6:1, 6:2         |